# Stavele
Stavele (vls. Stoavel) – dzielnica (deelgemeente) gminy Alveringem w Belgii, w Regionie Flamandzkim, w prowincji Flandria Zachodnia, w okręgu Veurne. 1 stycznia 2020 roku liczyła 660 mieszkańców. Do 31 grudnia 1976 samodzielna gmina. Leży nad rzeką IJzer. 

## Demografia
Liczba mieszkańców, stan na 1 stycznia:
| Rok                | 1930 | 1961 | 2020 |
| ------------------ | ---- | ---- | ---- |
| Liczba mieszkańców | 1047 | 953  | 660  |